# 桑子利男
桑子 利男（くわこ としお、1955年 - ）は、日本の英文学者。早稲田大学教授。

## 人物・来歴
栃木県足利市生まれ。1980年早稲田大学教育学部英文学科卒業。1985年東京大学大学院人文科学研究科英文科博士課程中退。國學院大學助教授、教授、早稲田大学教育・総合科学学術院・教育学部教授。

## 著書
- 『批評的な触手 二十世紀小説論集』（七月堂） 1999.3
- 『英国批評研究序説 ジョンソンからエリオットへ』（音羽書房鶴見書店） 1999.4

## 翻訳
- 『百年前の絵本 R・コールデコットの前半生』（ヘンリー・ブラックバーン、高橋誠共訳、ブック・グローブ社） 1997.5
- 『完訳 世界文学にみる架空地名大事典』（アルベルト・マングウェル, ジアンニ・グアダルーピ、高橋康也, 中尾まさみ, 安達まみ, 林完枝共訳、講談社） 2002
- 『パーディタ メアリ・ロビンソンの生涯』（ポーラ・バーン、時実早苗, 正岡和恵共訳、作品社） 2012.3
- 『アントニー・ブラント伝』（ミランダ・カーター、中央公論新社） 2016.12

## 論文
- <桑子利男